# 343 Ostara
343 Ostara este un asteroid din centura principală, descoperit pe 15 noiembrie 1892, de Max Wolf.